# Martin Henriksson
Hans Martin Knut Henriksson (Göteborg, 30. listopada 1974.) švedski je glazbenik najpoznatiji kao član melodičnog death metal sastava Dark Tranquillity. Jedan je od izvornih članova sastava. Do 2015. bio je i jedan od glavnih skladatelja.

## Životopis
U početku svirao je bas-gitaru u sastavu Dark Tranquillity. Kad je 1999. Fredrik Johansson, tada gitarist sastava, napustio Dark Tranquillity, Henriksson je prešao s bas-gitare na gitaru.
Henriksson bio je jedan od glavnih skladatelja pjesama, posebno od albuma Projector do Fiction. Na albumu Construct ponovno je svirao bas-gitaru, pošto sastav nije imao basista. Napustio je sastav u travnju 2016. godine, iako nije svirao od 2015. godine.

## Diskografija

### Dark Tranquillity
Studijski albumi
- Skydancer (1993.)
- The Gallery (1995.)
- The Mind's I (1997.)
- Projector (1999.)
- Haven (2000.)
- Damage Done (2002.)
- Character (2005.)
- Fiction (2007.)
- We Are the Void (2010.)
- Construct (2013.)

EP-ovi
- A Moonclad Reflection (1992.)
- Of Chaos and Eternal Night (1995.)
- Enter Suicidal Angels (1996.)
- Lost to Apathy (2004.)